# Zaragoza (Costa Rica)
Zaragoza è un distretto della Costa Rica facente parte del cantone di Palmares, nella provincia di Alajuela. Con i suoi 8,05 km² è il più esteso dei sette distretti che formano il cantone di Palmares.
Zaragoza comprende 9 rioni (barrios):
1. Acosta
2. Candelaria (zona sud-orientale)
3. Concepción
4. La Unión (zona occidentale)
5. Quebradas (zona sud-occidentale)
6. Rincón de Zaragoza (situato ad est, è il più esteso e importante del distretto, di cui copre oltre il 50% del territorio)
7. Vargas (zona nord-occidentale)
8. Vásquez (estrema zona nord-occidentale)
9. Zaragoza (zona centrale)